# Calixtus-Katakombe

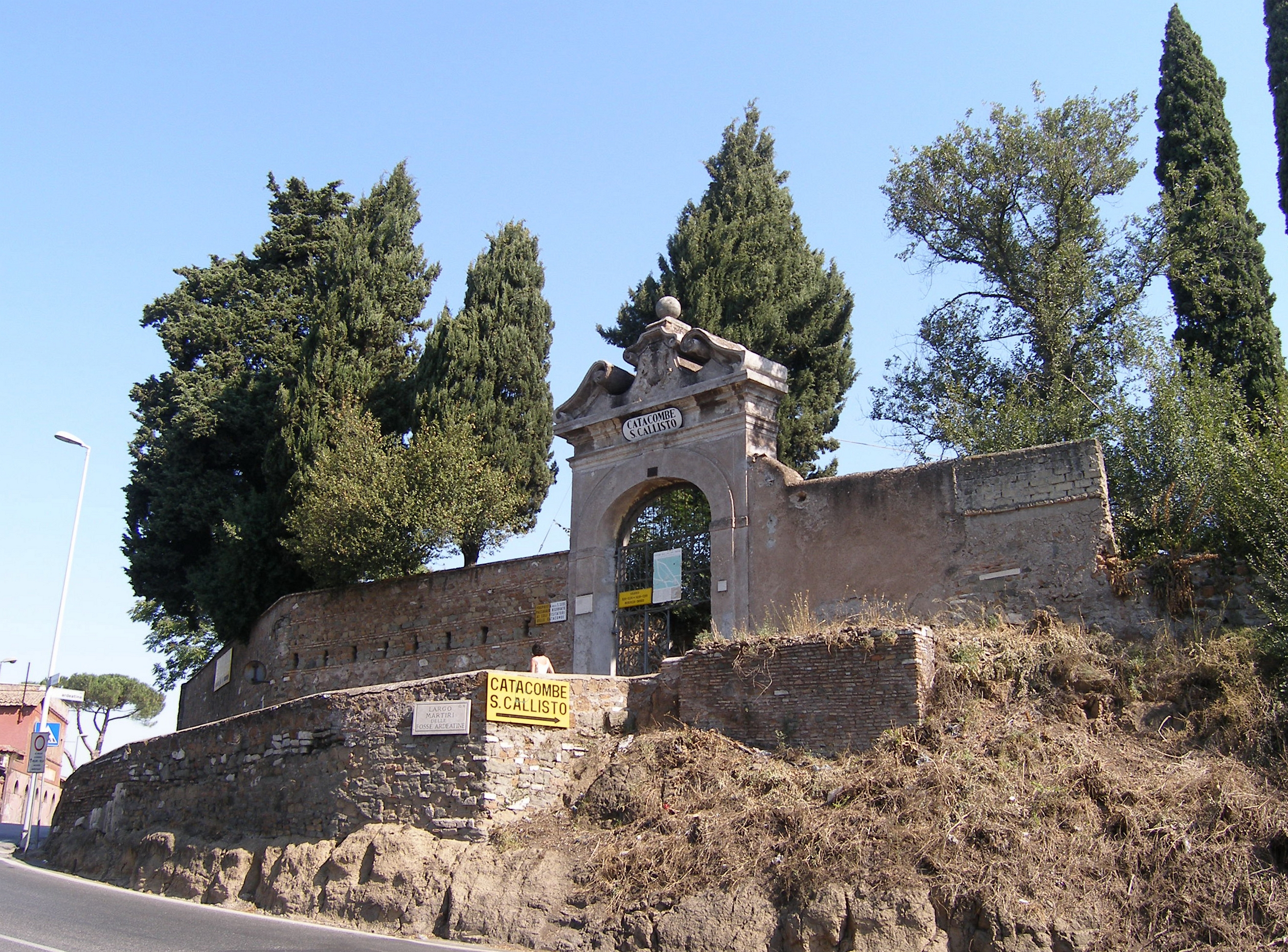
Eingangsbereich zum Areal der Katakombe

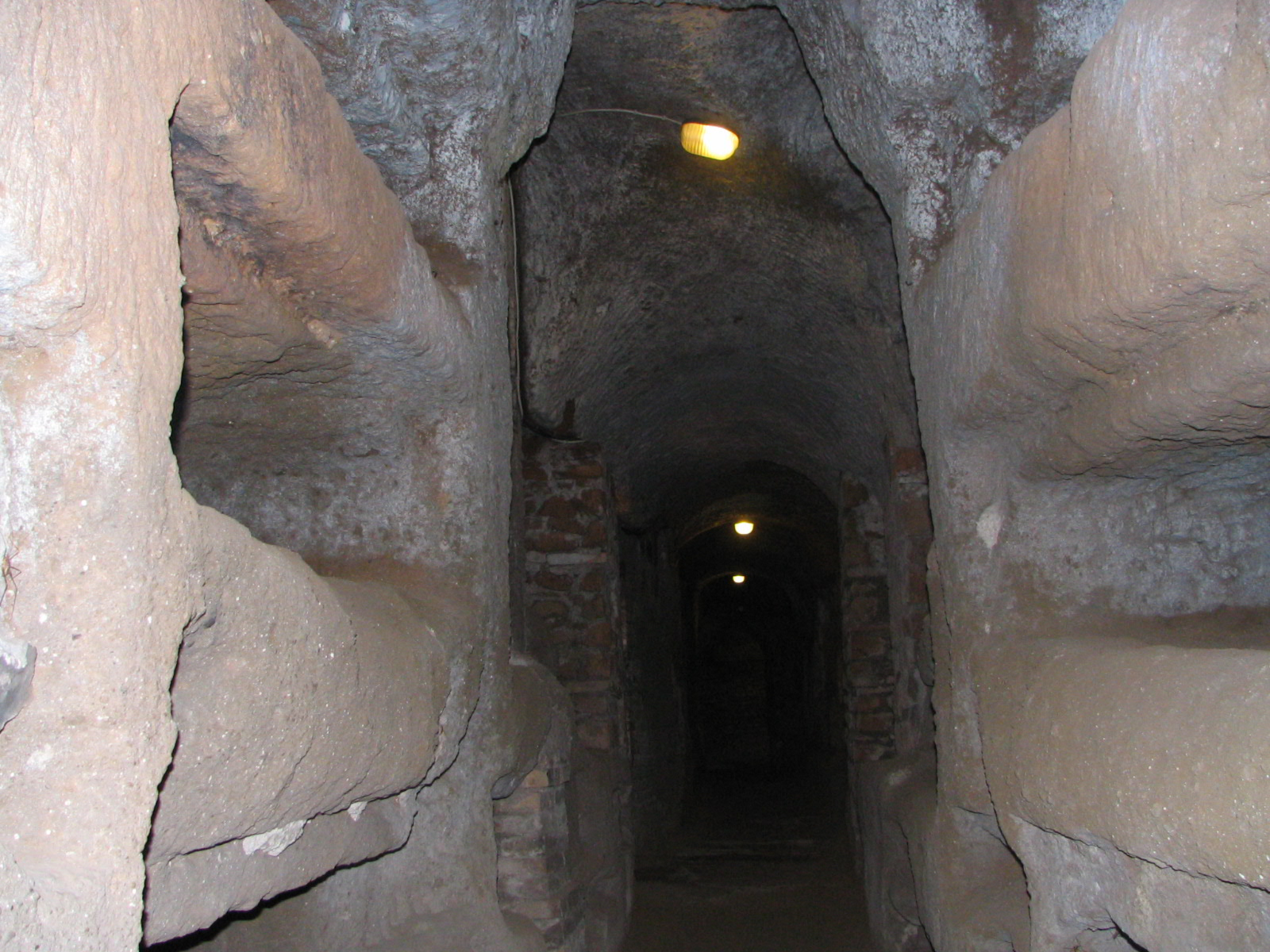
Gang mit Grabnischen in der Calixtus-Katakombe

Die Calixtus-Katakombe (auch Kallistus-Katakombe, ital. Catacombe di San Callisto) zwischen Via Appia Antica, Via Ardeatina und Vicolo delle Sette Chiese ist eines der rund sechzig antiken unterirdischen Gräbersysteme in Rom. Dieses Coemeterium Calixti („Ruhestätte des Calixtus“) war die erste Gemeindekatakombe der Christen und ist nach dem Bischof von Rom Calixtus I. († 222) benannt, der noch als Diakon mit der Verwaltung der ganzen Anlage betraut wurde und sie unter seinem Pontifikat (217–222) erweitern ließ.

## Baugeschichte

Krypta der Päpste in den Callistus-Katakomben, Abbildung aus G. B. de Rossi, 1854

Entlang der Via Appia dehnten sich vor der Nutzung durch die Christen heidnische Gräberfelder aus. Das Areal stammt vermutlich aus dem Privatbesitz der Familie der Caecilier. Mitte des zweiten Jahrhunderts ging die zukünftige Katakombe in die direkte Verwaltung der Kirche über. Die für Christen reservierte Katakombe ist in der Folge aus mehreren nachträglich miteinander verbundenen „Regionen“ entstanden, d. h. aus kleineren Grabanlagen mit Gängen, Kammern und Vertikalschächten zur Beleuchtung und Belüftung. Sie dehnt sich unterhalb einer Fläche von rund 15 ha aus, reicht, verteilt auf vier Ebenen, bis zu 20 m tief in den Boden und weist eine unterirdische Ausdehnung von rund 20 Kilometern auf. Es befinden sich geschätzte 370.000 Gräber in der Katakombe (durch Wiederverwendung wird die Zahl der Bestattungen auf weit über eine Million geschätzt), überliefert wird die Beisetzung von rund hundert Märtyrern sowie sechzehn Bischöfen. Als erster kirchlicher Grabanlage, aber auch der vielen und bedeutenden Gräber sowie der Wandmalereien wegen, kommt der Calixtus-Katakombe eine besondere Bedeutung zu.
Ab dem fünften Jahrhundert löste die oberirdische Bestattung die unterirdische allmählich ab. Jedoch wurden die Katakomben mit ihren Märtyrer- und Heiligengräbern noch bis ins achte Jahrhundert als Wallfahrtsorte rege besucht. In der zweiten Hälfte des fünften Jahrhunderts wurde eine (allerdings nicht mehr erhaltene) Basilika auf dem Areal errichtet. Es gab zuvor schon kleinere Mausoleen oder Hallen, die ebenfalls alle abgingen außer zwei „Tricora“ genannte, d. h. dreifach gegliederte, Apsisbauten. Zerstörungen in den italischen Kriegen zwischen Goten, Vandalen und Oströmern sowie Baufälligkeit führten aber dazu, die gefährdeten Reliquien in die städtischen Kirchen zu übertragen. Die nicht mehr benötigten unterirdischen Grabanlagen wurden mangels Sichtbarkeit vergessen, die Zugänge stürzten ein oder wurden überwuchert. Später wurde das Gebiet zum Weinanbau benutzt. Erst ab 1844/49 fand der Archäologe Giovanni Battista de Rossi Hinweise auf die Lage der Calixtus-Katakombe, deren Existenz durch Grabungen 1852 bestätigt werden konnte. Ein zusammenhängendes Gebiet in der Größe von 34 ha, der „Calixtus-Komplex“ (wo sich auch die unterirdischen Friedhöfe der hll. Soteris, Marcus, Marcellinus und Damasus, und Balbina befinden), wurde bis 1920 vom Heiligen Stuhl aufgekauft; die Betreuung besorgten 1884–1936 Trappistenmönche, seither die Salesianer Don Boscos zusammen mit externem Personal. Sie haben auf dem Gelände zwei Niederlassungen. Die wissenschaftliche Betreuung und Forschung geschieht durch die 1852 gebildete Päpstliche Kommission für Christliche Archäologie (Pontificia Commissione di Archeologia Sacra).

## Grabstätten von Päpsten
Der erste Bischof von Rom, dessen Grabstätte dokumentarisch nachgewiesen werden kann, ist die des Zephyrinus (198–217) in der Gräberzone über der Katakombe des Kalixtus I. Urban I. (222–235) wurde nach dem Eintrag im Liber Pontificalis in der Katakombe beigesetzt und in der von de Rossi im Jahr 1854 wiederentdeckten „Krypta der Päpste“ wurden nachweislich folgende Päpste bestattet: Pontianus (230–235), Anterus (235–236), Fabianus  (236–250), Lucius I. (253–254), Stephan I. (254–257), Dionysius (260–267), Felix I. (269–274), und Eutychianus (274–282).

## Teile der Katakombe

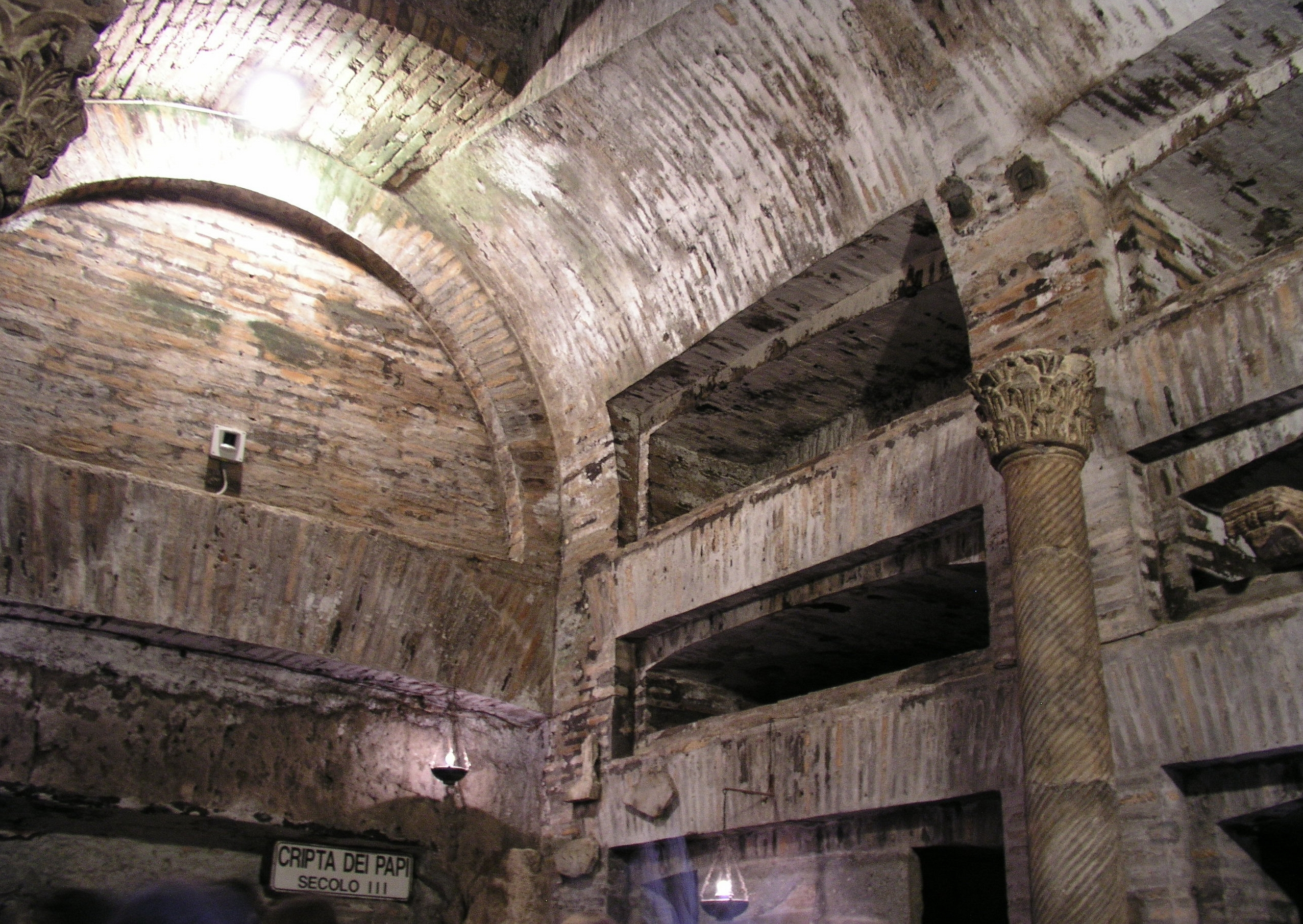
Die Krypta der Päpste

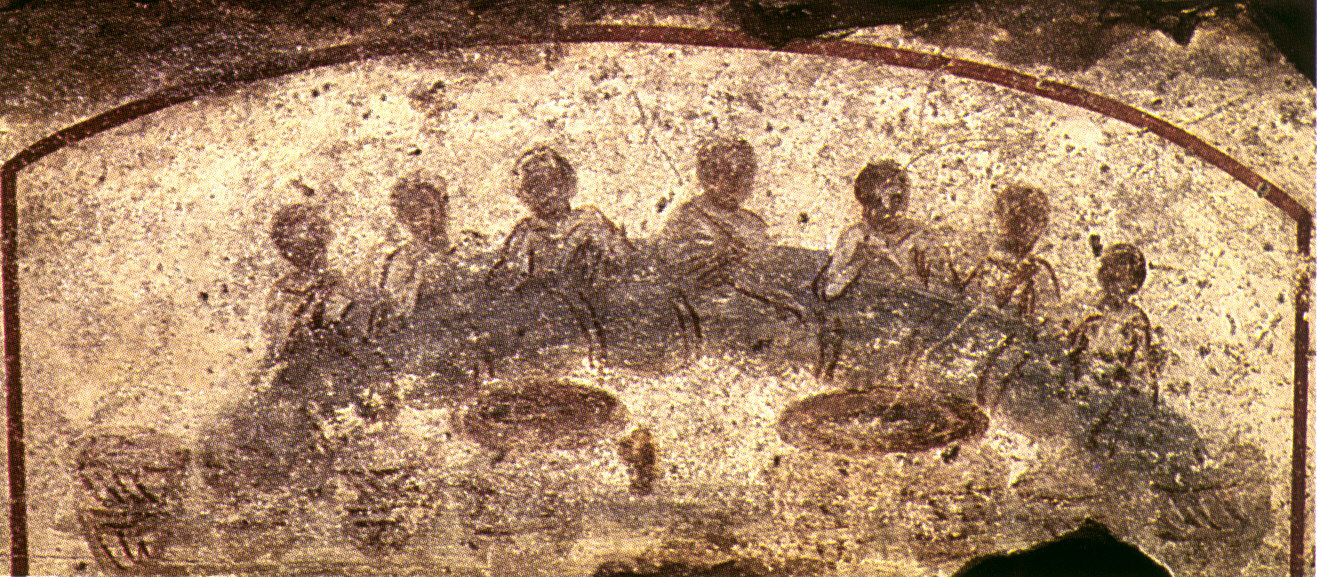
Die Eucharistie wurde oft durch die wundersame Brotvermehrung symbolisiert. – Wandmalerei, Calixtus-Katakombe, drittes Jahrhundert

Die ältesten Teile bilden die „Region der Päpste“ mit deren Krypta und derjenigen der hll. Cäcilia und Lucina aus dem zweiten und frühen dritten Jahrhundert. Die 1854 entdeckte Krypta der Päpste stellt den historisch wichtigsten und spirituell bedeutsamsten Ort der Katakombe dar. Der Ende des zweiten Jahrhunderts als private Grabkammer entstandene Raum wurde im dritten Jahrhundert zur Krypta umgestaltet und diente gemäß Überlieferung als Grablege für neun Päpste (von fünf sind noch zerbrochene Grabplatten erhalten) und acht weitere kirchliche Würdenträger. Im vierten Jahrhundert ließ Papst Damasus I. die Krypta in einen Gottesdienstraum mit Altar, zwei Lichtschächten, Säulen und Architraven ausbauen, wovon aber nur Überreste erhalten sind. Die benachbarte Krypta ist nach der heiligen Cäcilia benannt, deren Leichnam 821 in die ihr geweihte Kirche Santa Cecilia in Trastevere überführt wurde. Der Raum ist mit Mosaiken und Wandmalereien ausgestattet, darunter eine Darstellung der heiligen Cäcilia in Gebetshaltung. In eine große Nische wurde eine Kopie der barocken Statue der Heiligen von Stefano Maderno aufgestellt. Zur „Region der Päpste“ gehören schließlich die Sakramentskapellen und fünf Familiengrabkammern mit Fresken zu den Sakramenten der Taufe und der Eucharistie. Die Krypten der Lucina sind nach einer Römerin benannt, die gemäß dem Liber Pontificalis den Bischof Cornelius in einer bis ins vierte Jahrhundert gesonderten Familiengrabanlage hatte bestatten lassen. Die in den 1840er Jahren gefundene Grabplatte des als Märtyrer von den antiken Christen hochverehrten Cornelius ermöglichte erst die Wiederentdeckung und Identifizierung der Lucina-Krypten und überhaupt der gesamten Calixtus-Katakombe.
Weitere Regionen mit jeweils vielen bedeutenden Krypten sind die der hll. Miltiades (entstanden Mitte des dritten Jahrhunderts), Cajus und Eusebius (Ende des dritten Jahrhunderts), die westliche (erste Hälfte des vierten Jahrhunderts) und die liberianische Region (zweite Hälfte des vierten Jahrhunderts). Diese späteren Anlagen weisen einige sehr große Versammlungsräume auf, die mehreren Dutzend Menschen für den Gottesdienst Platz bieten konnten. Die Katakomben wurden in dieser Zeit zunehmend als komplexe Systeme von sich rechtwinklig schneidenden Galeriegängen angelegt, die Grablegen aufwendiger ausgestattet (Arkosolien statt einfacher Nischen, Säulen und Pilaster, Tonnen- und Kuppelgewölbe); nicht zuletzt kamen Marmorverkleidungen und Inschriften für kapellenartig erweiterte Märtyrergräber auf. Dem zunehmenden Andrang der Gläubigen entsprach der Bau direkter Zugangsschächte und Treppen wie etwa bei den Lucina-Krypten.

## Bildfunde

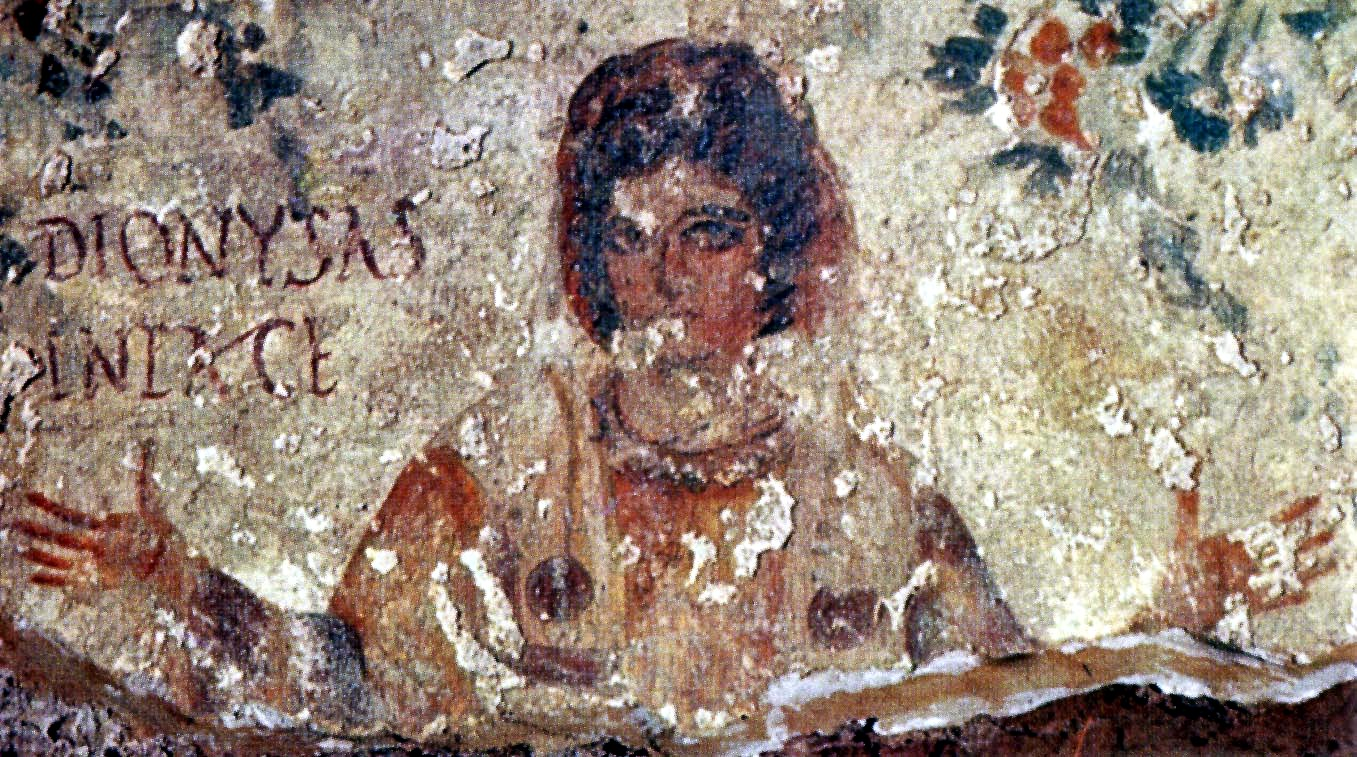
Gebet in der Orantenhaltung – Wandmalerei, Calixtus-Katakombe, 3. Jahrhundert

Die Bildfunde und weit über zweitausend Inschriften der Katakombe sind von besonderer Wichtigkeit. Sie geben Hinweise auf die antiken Lebensumstände sowie frühchristliche Glaubensüberzeugungen und Riten. So findet sich der erste epigraphische Beleg für die Anrede des Bischofs von Rom als „Papa“ (Papst) in Zusammenhang mit dem Grab von Papst Damasus I. Auch synkretistische Vorstellungen fehlen nicht, es erscheint der mythologische Phoenix als Symbol der Auferstehung Christi, eine Deckenmalerei zeigt den in der Orphik verehrten Okeanos. Die ganze Bandbreite der Berufswelt spiegelt sich in den Epigraphen wider, die neben dem Alter der Verstorbenen auch deren Tätigkeiten nennen. Neben den eigentlichen Grabinschriften erscheinen besonders häufig in der Nähe von Märtyrergräbern Graffiti: Besucher oder in den Katakomben beschäftigte Grubenarbeiter ritzten mit Nägeln ihre Namen oder Anrufungen Heiliger oder geliebter Verstorbener in den Mauerputz.